# River King Mine Train
River King Mine Train (vroeger meerdere andere namen gehad) is een stalen hybride mijntreinachtbaan in het attractiepark Six Flags St. Louis in de Amerikaanse staat Missouri.
De achtbaan heeft in de voorbije jaren een flink aantal transformaties ondergaan. De achtbaan werd in 1971 gebouwd onder de tegenwoordige naam. De stalen achtbaan werd gebouwd door Arrow Dynamics, heeft een topsnelheid van 60 kilometer per uur en heeft een hoogste val van 12 meter hoog. Een jaar na de bouw werd de naam veranderd naar River King Run-Away Mine Train. Tijdens het seizoen van 1984 werden diverse grote veranderingen aangebracht waaronder een achtbaantrein waarin de bezoekers moeten staan in plaats van zitten. Ook werd de naam veranderd naar Rail Blazer. Sommige van deze veranderingen waren slechts van korte duur toen een vrouw uit de achtbaan viel en overleed op 7 juli 1984. Vele geruchten deden de ronde over de mogelijke dood van de vrouw. Volgens Six Flags was de vrouw flauwgevallen en onder de veiligheidsbeugels doorgegleden. De staande achtbaan trein werd vervangen door een normale zittrein. Ook werd de naam voor de laatste keer veranderd naar River King Mine Train.
Oorspronkelijk waren er twee banen naast elkaar. Later is een van de banen verkocht aan Dollywood.
Huidig: American Thunder · Batman: The Ride · Boomerang · Mr. Freeze · Ninja · River King Mine Train · Pandemonium · Rookie Racer · Screamin' Eagle · The Boss
Verdwenen:
Rockin' Roller · Big Bend · Jet Scream